# Owen Maddock

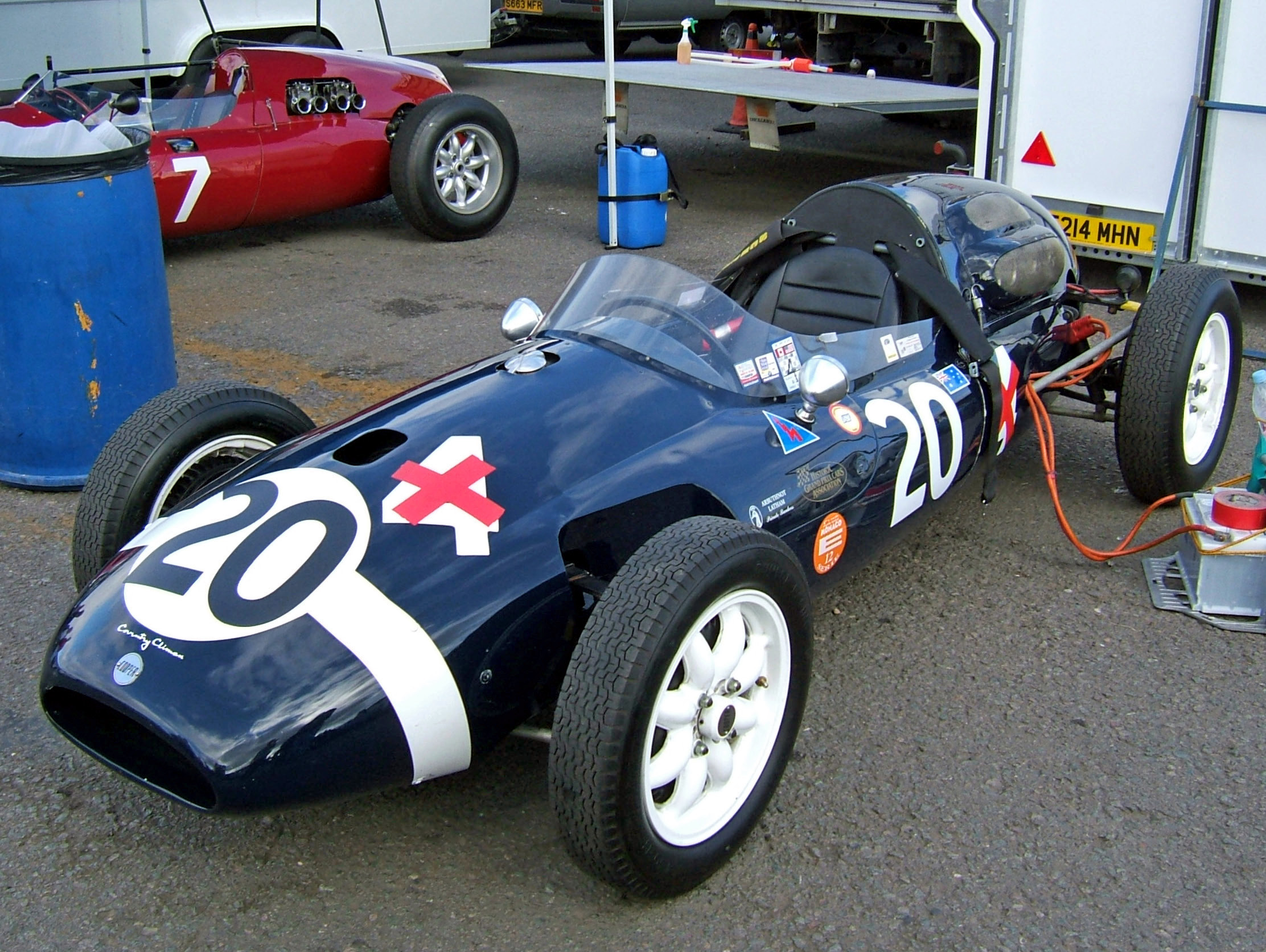
O Cooper T43, vencedor do GP da Argentina de 1958, o primeiro com um carro de motor central-traseiro.

Owen Richard Maddock (24 de janeiro de 1925 — 19 de julho de 2000) foi um engenheiro e projetista britânico.
Tendo se formado em engenharia enquanto servia o exército no final da Segunda Guerra Mundial, Maddock foi um dos grandes nomes da Fórmula 1, tendo sido o projetista chefe da extinta equipe Cooper Car Company durante os anos áureos desta na categoria, entre 1950 e 1963.
Nome mais importante na equipe após seus fundadores, Charles e John Cooper, Maddock chegou à equipe em 1948, logo se tornando o responsável pelo desenvolvimento e construção de inúmeros projetos e carros dentre as categorias de F3, F2 e F1, tendo como suas criações mais importantes e bem-sucedidas os carros de Fórmula 1 Cooper T43, T51 e T53, que transformaram a forma de construir os carros de corrida.
Procurando métodos de tornar os carros da Cooper melhores e mais resistentes, Maddock começou a esboçar em 1956 as primeiras versões dos seus modelos mais conhecidos. Inspirado nos carros da Auto Union dos anos 1930, popularmente conhecidos como Flechas de Prata, Maddock projetou e construiu uma versão do carro da equipe utilizando o motor atrás do piloto, na traseira, ao contrário do que era comum na época, de utilizar o motor na frente.
O modelo Cooper T43 trouxe os primeiros sucessos do motor traseiro, vencendo a primeira corrida da temporada de 1958, com Stirling Moss pilotando, e se tornando o primeiro carro com motor central-traseiro a vencer uma corrida na categoria, assim como a primeira vitória da Cooper. O principal sucesso viria na temporada seguinte, com o modelo T51 conquistando o campeonato de construtores e de pilotos com um carro com motor central-traseiro longitudinal, com Jack Brabham pilotando. O mesmo seria visto na temporada seguinte, com Cooper e Brabham faturando os títulos de construtores e pilotos, respectivamente.